# Bomolocha locusta
Bomolocha locusta är en fjärilsart som beskrevs av Druce 1890. Bomolocha locusta ingår i släktet Bomolocha och familjen nattflyn. Inga underarter finns listade i Catalogue of Life.